# Avernas-le-Bauduin
Pour les articles homonymes, voir Avernas et Bauduin.
Avernas-le-Bauduin (en wallon Inm'na) est une section de la ville belge d'Hannut, située en Région wallonne dans la province de Liège.
Commune à part entière avant la fusion des communes du 17 juillet 1970.

## Démographie
- Sources:INS, Rem:1831 jusqu'en 1970=recensements, 1976= nombre d'habitants au 31 décembre

## Histoire
Son dernier Bourgmestre en titre fut Emile Volont (°1904 - 1975).

## Liste des bourgmestres de 1830 à 1970
- Emile Volont, de 19?? à 1970

## Patrimoine et culture

### Patrimoine architectural et sites
Le village possède un tumulus antique toujours bien visible au nord-ouest d'Avernas-le-Bauduin.

### Culture
La fête au village y est organisée tous les premiers week-ends de septembre.

## Économie
Le parc aquatique "Plopsaqua Hannut-Landen" se situe sur le territoire d'Avernas-le-Bauduin.